# 최고 라다
우크라이나 최고 라다(우크라이나어: Верховна Рада України 베르호브나 라다 우크라이니[*]) 또는 우크라이나 최고평의회는 우크라이나의 단원제 의회이다. 국민의 직접 선거를 통해 선출된 의원 450명(소선거구제로 선출된 225명, 비례대표제로 선출된 225명)으로 구성되며 의원의 임기는 5년이다. 청사는 키이우 중심가에 위치한 최고 라다 의사당에 있다.

## 같이 보기
- 소련 최고 소비에트